# Quimsachata (Arequipa)
 El Quimsachata (posiblemente en escritura en aimara y quechua Kimsa Chata, kimsa tres, pukina montaña chata, "tres montañas") es un grupo de tres montañas de la cordillera Huanzo en los Andes del Perú. Su pico central alcanza los 5.091 metros sobre el nivel del mar. Está situada en la región de Arequipa, provincia de La Unión, distrito de Huaynacotas. Quimsachata se encuentra en el valle de Yanahuanaco ("guanaco negro", Yana Wanaku) al sureste de Jatunpata.